# Gustav II. Adolf

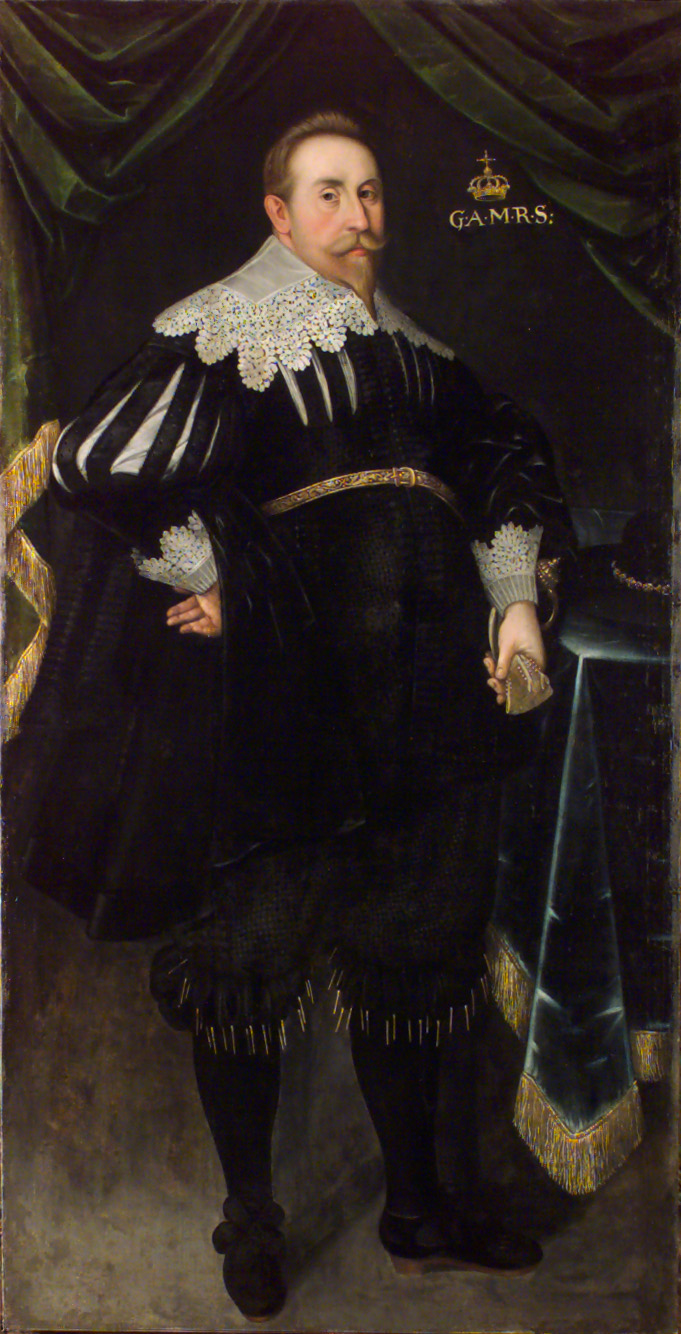
Gustav II. Adolf 1630

Gustav II. Adolf (* 9. Dezemberjul. / 19. Dezember 1594greg. in Stockholm; † 6. Novemberjul. / 16. November 1632greg. bei Lützen) aus dem Haus Wasa war von 1611 bis 1632 König von Schweden und eine der wichtigsten Figuren der schwedischen Geschichte und des Dreißigjährigen Krieges. Er trug durch Reformen und sein militärisch-politisches Handeln wesentlich dazu bei, Schweden eine Hegemonialstellung im nördlichen Europa zu verschaffen, die bis Anfang des 18. Jahrhunderts bestand. Sein zur Durchsetzung dieser Hegemonialstellung motiviertes Eingreifen in den Dreißigjährigen Krieg in Deutschland verhinderte einen Sieg des kaiserlich-katholischen Lagers der Habsburger und sicherte damit auch die Existenz des deutschen Protestantismus.

## Herkunft und Ausgangssituation
Gustav II. Adolf war der sechste König aus der Familie der Wasa, die erst unter Gustav Wasa den Aufstieg vom mittleren Adel zum Königtum geschafft hatte. Aus einem Aufstand gegen die dänisch geprägte Kalmarer Union war dieser als Widerstandsführer siegreich hervorgegangen und König geworden (Schwedischer Befreiungskrieg). Zu dessen Zeit fasste in Schweden die lutherische Reformation Fuß und wurde auf dem Reichstag von Västerås 1527 verbindlich eingeführt. Dies gab dem König Gelegenheit, auf den Kirchenbesitz zuzugreifen und seine Familie zum größten Landeigentümer Schwedens zu machen – Basis für die Machtposition der Wasa. Obwohl als Land ständisch weiterhin stark konstitutionalisiert, gelang es Gustav Wasa durch einen Vertrag mit dem Reichstag, Schweden zugunsten seiner Familie zu einer Erbmonarchie zu machen.
Gustav Adolfs Vater Karl IX. war erst Reichsverweser neben und unter dem aus der eigenen Familie stammenden katholischen Doppelkönig von Schweden und Polen, Sigismund III. Wasa gewesen, ehe er in einem kurzen Bürgerkrieg gegen Sigismund selbst nach der Krone gegriffen hatte. Sein Recht auf die Königsherrschaft war nicht unumstritten und wurde von den verdrängten polnischen Wasa nicht akzeptiert, von Ständen, lutherischer Kirche, Volk und Adel aber überwiegend anerkannt, da das protestantische Schweden einen katholischen König nicht länger bereit war zu dulden. Dennoch war die Herrschaft von König Karl IX. nicht unangefochten. Seine Konflikte mit dem Adel waren ernst, da er versuchte, seine königliche Machtbasis auf dessen Kosten konfrontativ auszubauen. Die Herrschaft der Wasa war daher prekär und auch durch wenig erfolgreiche Kriege Karls IX. gegen Polen-Litauen um den Besitz Livlands und gegen Dänemark (Kalmarkrieg) geprägt, die das Land wirtschaftlich zerrütteten.
Gustav II. Adolfs Ausgangssituation war von einer für die schwedischen Wasa nicht vollständig gefestigten Herrschaft über Schweden, einem spannungsreichen Verhältnis zum schwedischen Hochadel, der Rivalität mit Dänemark, dem Konflikt mit den polnischen Wasa im Baltikum, einer stark ständisch geprägten Gesellschaft und politischen Ordnung Schwedens und der lutherischen Grundhaltung seines Landes bestimmt. Aus dieser Ausgangssituation schaffte er es, Schweden zur dominierenden Macht des Nordens und zu einem der modernsten Staaten Europas zu machen.

## Leben

### Die ersten Jahre
Der älteste Sohn des damaligen Reichsverwesers und späteren Königs Karl IX. von Schweden und dessen zweiter Frau Christine von Schleswig-Holstein-Gottorf - Enkelin des in der Reformation bedeutenden hessischen Landgrafen Philipp I.  - wurde am 9. Dezember 1594 im Schloss Tre Kronor geboren. Nachdem sein Vater König des verarmten Schweden geworden war, stieg er schon frühzeitig in das öffentliche Leben ein. Mit acht Jahren nahm er auf Wunsch des Vaters an Sitzungen des Senats teil, und im Alter von zwölf Jahren hatte er öffentliche Auftritte, wie etwa den Empfang von ausländischen Gesandten. Als Gustav fünfzehn Jahre alt war, hielt er seine erste Thronrede.
Er erhielt eine gründliche humanistische und politische Erziehung, unter anderen durch Johannes Bureus und Johan Skytte. Militärisch wurde er von dem erfahrenen Berufssoldaten Jakob De la Gardie ausgebildet, der ihn mit den Heeresreformen des Moritz von Oranien vertraut machte. Mit seiner Mutter sprach er nur Deutsch, so dass Gustav zwei Sprachen fließend beherrschte. Unterrichtet wurde er in allen Fächern auf Latein, dazu lernte er noch Französisch und Niederländisch und auch Altgriechisch. Später lernte er durch Gespräche während seiner Feldzüge auch etwas Russisch und Polnisch.

### Regierungszeit in Schweden

Denkmal für Gustav II. Adolf in Göteborg

Gustav wurde während des laufenden Kalmarkrieges mit Dänemark, in dem er bereits als Thronfolger mitgekämpft hatte, vorzeitig für mündig erklärt und bestieg 1611 erst 17-jährig den Thron Schwedens. Er übernahm kein gefestigtes Reich, sondern ein verarmtes Land, das in einen tiefen Konflikt mit seinem Nachbarn Dänemark verstrickt war, den er unter für Schweden sehr harten Bedingungen im Frieden von Knäred 1613 beenden musste. Seine Machtposition war keinesfalls absolut, sondern in vielerlei Hinsicht von der Kooperation des schwedischen Reichstags abhängig, der seine Unterstützung nicht kostenlos zu geben gewillt war. Während sein Vater gegenüber dem Adel noch konfrontativ regiert hatte, konnte Gustav Adolf sich das machtpolitisch nicht mehr leisten. Erst sechs Jahre nach seinem Regierungsantritt wurde er am 12. Oktoberjul. / 22. Oktober 1617greg.im Dom zu Uppsala zum König von Schweden gekrönt.

#### Machtgleichgewicht mit den Ständen
Bei Regierungsantritt des jungen Königs wurden durch eine königliche Erklärung Reichsrat und Reichstag politische Mitspracherechte eingeräumt – Ausdruck eines prekären Machtgleichgewichts zwischen Krone, Adel und den anderen Ständen des Landes. Der Reichsrat bekam eine deutliche Rolle im Rahmen der Regierung, und in Fragen um Krieg und Frieden, Steuern und Aushebungen mussten Beschlüsse des Reichstages eingeholt werden. Daraus entwickelte sich eine Rechtspraxis, die für das Land konstitutiv wurde. Die vier im Reichstag vertretenen Stände spiegelten die Gesellschaftsstruktur dieser Zeit wider: Der Adel, dem Gustav Adolf 1612 umfassende Privilegien einräumen musste, hatte das Monopol auf alle höheren Ämter. Gleichzeitig erwies sich diese Standesgrenze – hierin vom Rest Europas sehr verschieden – als durchlässig und für einen Aufstieg durch Leistung offen. Der geistliche Stand der lutherischen Kirche spielte eine wichtige Rolle bei der Verwaltung des Landes, wie etwa bei der Formung eines evangelisch geprägten Staats- und Nationalbewusstseins. Das Bürgertum erlangte im Rahmen einer merkantilistischen Wirtschaftspolitik insbesondere in den Städten eine wachsende Bedeutung. Dass auch die Bauern als vierter Stand im Reichstag vertreten waren, war in Europa einzigartig und lässt sich historisch damit erklären, dass mehr als ein Drittel des Grundbesitzes in der Hand freier Bauern war. Sie spielten, vor allem durch ihre lokalen Institutionen, in Steuerfragen und in Fragen der (von den Pfarrämtern mitkoordinierten) Aushebung von Soldaten eine wichtige Rolle.

#### Zusammenarbeit mit Axel Oxenstierna
Als Kanzler des Reiches spielte Axel Oxenstierna eine besondere Rolle. Neben seinem König Gustav Adolf war er die dominierende politische Gestalt seines Landes, und es gelang beiden, ein enges Arbeitsverhältnis zu finden und dann aufrechtzuerhalten. Die Zusammenarbeit von Gustav Adolf und Axel Oxenstierna war eine Modernisierung und führte zu einem stabilen und produktiven Gleichgewicht, in dem sich König und Stände auf eine gemeinsame Staatspolitik verständigen konnten. Innere Reformen und eine ehrgeizige Außenpolitik schufen die Grundlage für die Stellung Schwedens als wirtschaftliche und militärische Großmacht.

##### Gerichtsbarkeit
Mit dem Svea hovrätt schufen Gustav Adolf und Oxenstierna ein schwedisches Höchstgericht, das erstmals in der schwedischen Geschichte abschließendes Recht im Namen des Königs ohne dessen persönliche Beteiligung nach einer überprüfbaren und von Oxenstierna ausgearbeiteten Prozessordnung sprechen konnte. Den königlichen Gesetzen wurde damit, zumindest theoretisch, Vorrang vor der königlichen Person eingeräumt, wobei der König sich allerdings ein Kassationsrecht vorbehielt.

##### Reichsrat
Die Aufgaben des Reichsrates und der einzelnen Ämter in ihm wurden klarer geregelt und der Rat wurde unter dem Kanzler Oxenstierna zunehmend zu einer Art Regierung neben und unter dem König.

##### Reichstag und Adelsordnung
Der Reichstag wurde stärker konstitutionalisiert und festen Regularien unterworfen. Die in ihm dominierende Schicht des Adels wurde in Klassen eingeteilt und einerseits gegen reiche Aufsteiger abgegrenzt, die sich einen adligen Lebensstil leisten konnten und früher gewohnheitsrechtlich zum Adel zählten. Andererseits aber wurden Aufsteiger nun häufiger aufgrund von Verdiensten durch den König geadelt: Neben den einheimischen schwedisch-finnischen Erbadel trat ein vom König geförderter Briefadel, der durch die Einwanderung von Spezialisten und die Rolle Schwedens als baltische Großmacht zunehmend international geprägt war und auch eine Reihe bürgerlicher Experten umfasste, die dem schwedischen Staate dienten. So adelte Gustav Adolf seinen alten Lehrer Johan Skytte, der als Kanzler der Universität Uppsala diese entscheidend prägte.

##### Bildungssystem
Besonderes Augenmerk des Königs lag auf dem schwedischen Bildungssystem, das unter ihm ausgebaut und als staatliche Aufgabe begriffen wurde. Die Universität Uppsala wurde massiv gefördert. Die Unterstützung des Königs ermöglichte eine Vergrößerung der Anzahl der Lehrstühle, eine bessere Bezahlung der Professoren und die Aufnahme neuer Fächer und Methoden. Finanziell wurde die Universität Uppsala durch eine beträchtliche Stiftung von Landgütern wirtschaftlich eigenständig.
Neben den humanistischen Gymnasien – das erste wurde 1623 gegründet – versuchte er auch, praktisch orientierte weiterführende Trivialschulen zu etablieren, scheiterte aber an der Umsetzung durch die von der lutherischen Kirche dominierte und mit ihr teilweise identische Lehrerschaft. Erfolgreicher war die Gründung zahlreicher elementarer Schulen, in denen die Grundlagen des Lesens und Schreibens vermittelt wurden. Die Alphabetisierungsrate Schwedens nahm allmählich spürbar zu.

##### Verwaltung
Die Verwaltung reformierten Gustav Adolf und Oxenstierna mit Rücksicht auf alte schwedische Formen der Selbstverwaltung. In bereits bestehende, aber nunmehr genau festgelegte und mit standardisierten Ämtern versehene Provinzen (län) und Kreise eingeteilt, wurde deren Verwaltung einerseits auf die Verantwortung gegenüber dem eigenen Län und Heimatkreis festgelegt, die in Versammlungen kontrolliert wurde, andererseits aber auch auf den Gesamtstaat bezogen. Zwischen Zentralisierung und lokaler Verwurzelung wurde damit ein Mittelweg gewählt, der die Effektivität des schwedischen Staates steigerte, ohne partikulare Teilhabe verschwinden zu lassen. Dies ermöglichte eine sehr genaue Steuererhebung und Aushebung von Soldaten, die eingezogen wurden und für viele Jahre hinweg als Soldaten oder Seeleute in der Flotte dienen mussten, dafür aber durch Zuweisung von prozentualen Einkünften der Erträge von Bauernhöfen ihres Kreises auch entlohnt wurden. Die Auswahl der Soldaten oblag dabei den lokalen Verwaltungen, die die geeignetsten Kandidaten verpflichteten und andere aus sozialen Belangen zurückstellten (siehe auch Einteilungswerk).

##### Wirtschaftsförderung
Ohne eine einheitliche Wirtschaftspolitik zu verfolgen, förderte Gustav Adolf verschiedene Handelsgesellschaften, die etwa die Kupferförderung und auch eine Frühindustrialisierung Schwedens betrieben. Dafür setzte er auch auf eine Einwanderung ausländischer Experten und Kaufleute, wie etwa von Louis de Geer, die eine wichtige Rolle bei der Entwicklung Schwedens spielten. Gustaf Adolf gründete die Stadt Göteborg als von deutschen, schottischen und niederländischen Einwanderern geprägte Musterstadt mit Sonderrechten.
Er bemühte sich ferner darum, durch eine erste Sozialgesetzgebung die Armut im Lande zu bekämpfen. Mit der Einrichtung von Armenhäusern sorgte er einerseits für eine Arbeitspflicht der Armen, andererseits für ihre Versorgung.

#### Privatleben
Privat war er nicht sehr glücklich. Eine Liebesbeziehung mit der schwedischen Adligen Ebba Brahe scheiterte am erbitterten Widerstand der Mutter des Königs, die eine Heirat rundweg ablehnte. Der König verheiratete seine Jugendliebe 1618 mit seinem Freund und militärischen Erzieher Jakob De la Gardie, wobei er es nicht ertrug, an der Hochzeit teilzunehmen.
In einer unehelichen Beziehung mit der Frau eines niederländischen Ingenieurs und Offiziers in schwedischen Diensten wurde er Vater eines Sohnes, den er, für diese Epoche unüblich, anerkannte (Gustav Gustavson). Die Affäre machte ihn zum Gegenstand öffentlicher Verurteilung durch die lutherische Kirche, vertreten durch seinen eigenen Hofprediger Johannes Rudbeckius, ein im damaligen Europa einmaliger Vorgang, der deutlich machte, dass in Schweden, wo Ehebruch mit der Todesstrafe geahndet werden konnte, auch der König nicht frei von der evangelischen Moral handeln konnte.
Eine gemeinsame Reise mit seinem Schwager Johann Kasimir unter falschem Namen als „Kapitän Gars“ (= Gustavus Adolphus Rex Sueciae) nach Deutschland nutzte er 1618, um sich ein Bild von den dortigen politischen Verhältnissen zu machen und selbständig auf Brautschau zu gehen. Er entschied sich für die Tochter des brandenburgischen Kurfürsten, Maria Eleonora von Brandenburg, die er 1620 heiratete und mit der er in einer schwierigen Ehe zwei Töchter hatte, von denen eine, Christina von Schweden, ihn überleben sollte.

### Hegemonialpolitik im Ostseeraum

#### Kriege um das Baltikum
Gustav Adolf führte nach dem Frieden mit Dänemark mit einer nach seinen Vorstellungen allmählich modernisierten Armee und Kriegsflotte Kriege gegen Russland und Polen. Im Ingermanländischen Krieg erlitt er eine große Niederlage bei der von ihm persönlich angeführten Belagerung von Pskow. Im Frieden von Stolbowo 1617 konnte er jedoch die früheren Eroberungen Schwedens festhalten, so dass Russland von der Ostsee getrennt blieb und künftig gezwungen war, seine Handelsströme teilweise über schwedisch kontrolliertes Gebiet laufen zu lassen. Er erneuerte ferner den gegen das vom katholischen Zweig der Wasa regierte Polen gerichteten polnisch-schwedischen Krieg und beendete ihn 1629 faktisch mit dem Waffenstillstand von Altmark, wodurch er insgesamt den schwedischen Herrschaftsbereich im Baltikum erheblich ausdehnte und die Grundlage schwedischer Dominanz im Norden legte. Darüber hinaus hatte die Eroberung preußischer Häfen und Flüsse mit der damit verbundenen Möglichkeit der Steuer- und Zollerhebung erhebliche finanzielle Bedeutung für den schwedischen Staatshaushalt.

#### Kampf um Stralsund
Auf den Griff des kaiserlich-katholischen Lagers nach dem Norden Deutschlands reagierte er mit Sorge. Weder hatte er ein Interesse daran, dass die Habsburger näher an Skandinavien heranrückten, noch dass der für Schweden konstitutive Protestantismus in dessen Heimatland Deutschland dauerhaft gegenüber dem Katholizismus unterlag. Der als Herzog von Holstein in den später als Dreißigjährigen Krieg bekannten Konflikt verwickelte Christian IV. von Dänemark unterlag 1626 in mehreren Schlachten mit seinen deutschen Verbündeten den ligistischen und kaiserlichen Feldherrn Tilly und Wallenstein. Es war absehbar, dass der Krieg mit einem Erfolg des Kaisers enden würde. So sehr Gustav Adolf die Schwächung des dänischen Konkurrenten um die Vorherrschaft in Skandinavien begrüßen musste, so wenig gefiel ihm die Aussicht eines kaiserlichen Endsieges. Gleichfalls sorgte ihn die militärische Unterstützung des Kaisers für seinen verfeindeten Vetter Sigismund III. Wasa von Polen, die schwedische Interessen in Preußen gefährdete. Die Übertragung Mecklenburgs an Wallenstein und seine Ernennung zum General des Ozeanischen und Baltischen Meeres als Absichtsbekundung, eine kaiserliche Flotte aufzubauen, eröffnete für die Seemacht Schweden ungute Aussichten.
1628 griff er deswegen an der Seite des dänischen Königs ein, als Wallenstein begann, die strategisch wichtige und auf ihre Eigenständigkeit pochende Stadt Stralsund zu belagern. Er sandte gemeinsam mit Christian IV. Soldaten in die Stadt, die unter dem Kommando von Heinrich Holk Stralsund erfolgreich verteidigen konnten. Schwedische Unterstützungslieferungen ermöglichten dabei der Stadtbevölkerung das Durchhalten. Wallenstein brach die verlustreiche Belagerung ergebnislos ab. Anders als Christian IV. war Gustav Adolf klug genug, sich seine Hilfsleistungen durch einen Bündnisvertrag mit Stralsund bezahlen zu lassen. Die Stadt verlor damit ihre Eigenständigkeit zwar nicht an den fernen Kaiser, sehr wohl aber an das nahe Schweden. Für die nächsten zweihundert Jahre blieb Stralsund unter schwedischer Herrschaft.

## Dreißigjähriger Krieg

### KriegsschiffVasa

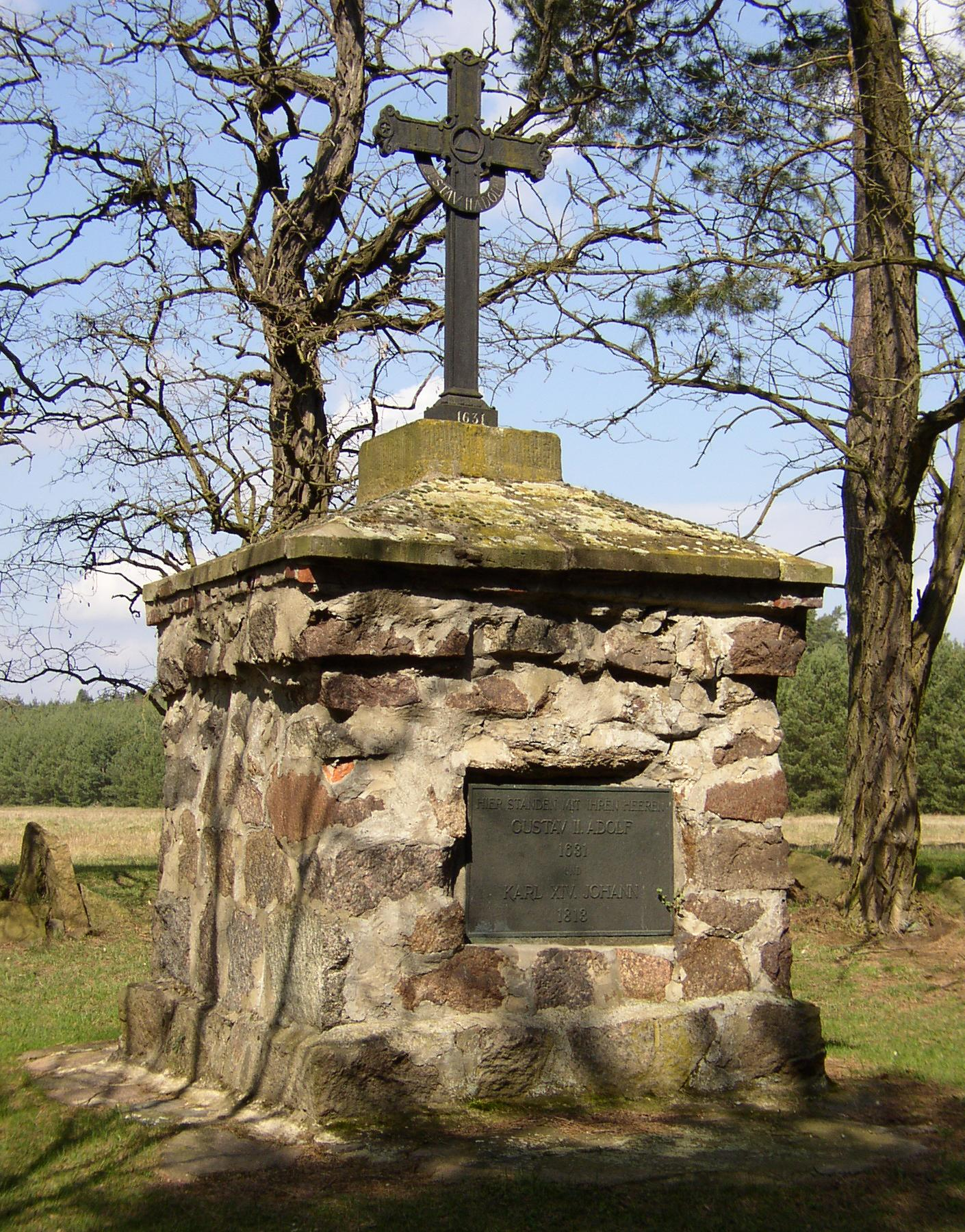
„Schwedenstein“ bei Serno

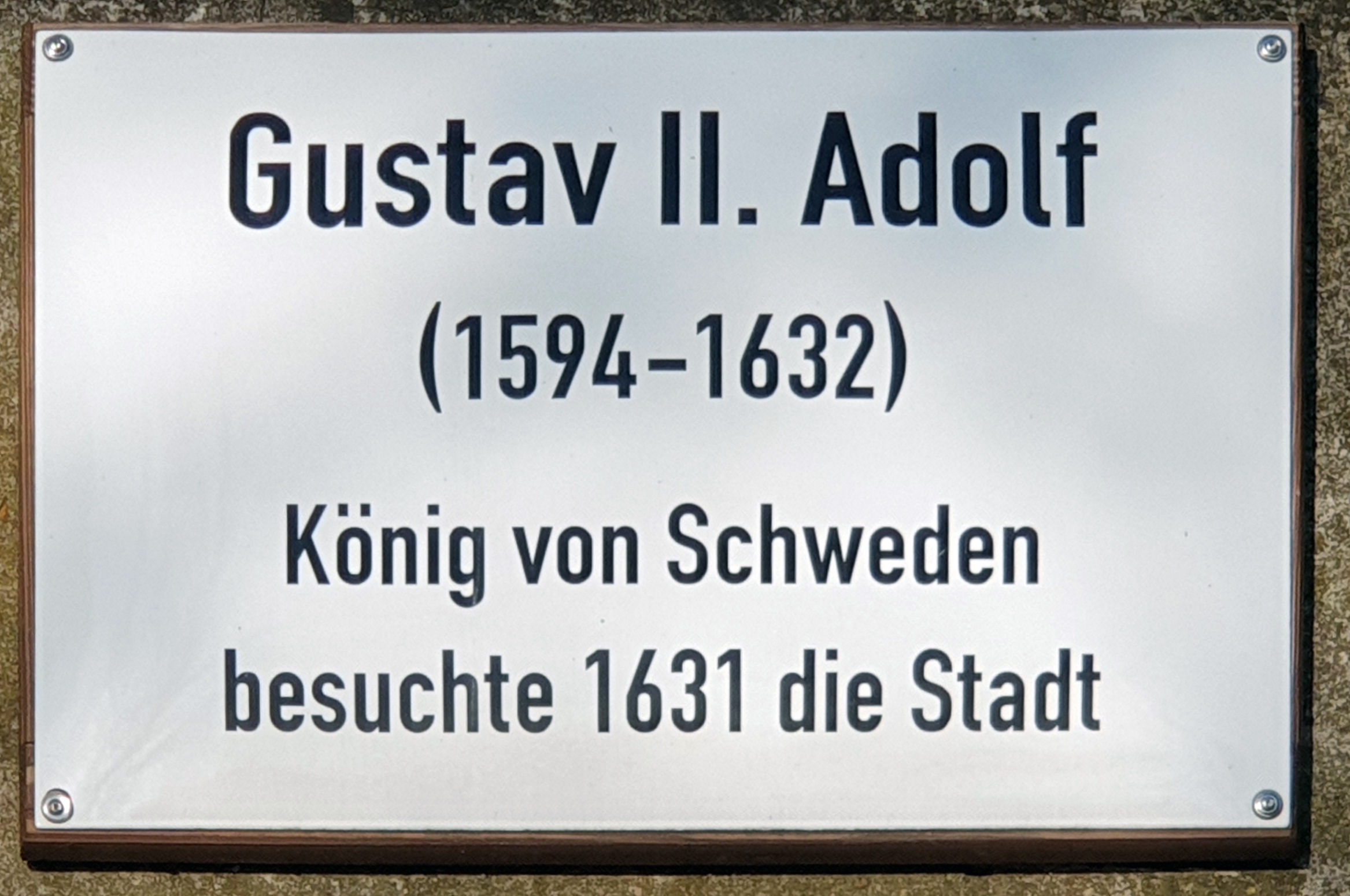
Gedenktafel am Schloßplatz in Wittenberg

Ab 1625 ließ Gustav Adolf als Prestigeprojekt die schwedische Galeone Vasa bauen, die allerdings wegen schwerwiegender konstruktiver Instabilität bereits zu Beginn der Jungfernfahrt am 10. August 1628 sank. Das imposante Kriegsschiff sollte die Interessen des lutherischen Schweden gegen das katholische Polen während des Dreißigjährigen Krieges zur Geltung bringen. Schweden wollte als aufsteigende Seegroßmacht vor allem den Import von Hanf aus dem Baltikum zur Herstellung von Tauwerk für neue Schiffe sicherstellen.

### Landung in Pommern
Das nun auch offizielle Eingreifen Gustav Adolfs in den Dreißigjährigen Krieg kam in einem Moment, als die Situation der deutschen Protestanten aufgrund der Niederlagen gegen die von Wallenstein geführten kaiserlichen Truppen hoffnungslos zu sein schien. Ein Mandat hierfür hatte ihm der schwedische Reichstag am 18. Januar 1629 erteilt. Daraufhin landete Gustav Adolf am 6. Juli 1630 mit einer 13.000 Mann starken Armee in Peenemünde auf Usedom in Pommern, die sich durch Zulauf bald auf 40.000 Kämpfer erhöhte, und zwang Herzog Bogislaw XIV. in eine Allianz. Einen Teil seiner Kriegskosten konnte er durch den Vertrag von Bärwalde auf das Königreich Frankreich abwälzen, das an einer schwedischen Präsenz im Reich ein Interesse hatte und sie durch Zahlungen absichern wollte. Er sicherte Kardinal Richelieu zu, gegenüber den Katholiken Deutschlands Toleranz in der Religionsausübung walten zu lassen, was er auch tat.
Im April 1631 eroberte Gustav Adolf die von kaiserlichen Truppen gehaltene Stadt Frankfurt an der Oder im Sturm, um die Armee der Katholischen Liga unter Tilly, die die mit den Schweden verbündete Stadt Magdeburg seit Ende 1630 belagerte, anzulocken. Tilly beließ jedoch den Großteil der Truppen vor Magdeburg und Gustav Adolf konnte die daraus folgende katastrophale Eroberung von Magdeburg Ende Mai 1631 nicht verhindern. Die Stadt hatte sich lange auf die Unterstützung des Königs verlassen, der bereits Ende 1630 Oberst Dietrich von Falkenberg als Kommandeur der Stadt entsandt hatte. Die Armee Gustav Adolfs aber blieb gebunden durch Bündnisverhandlungen mit den zögernden brandenburgischen und sächsischem Kurfürsten. Die Katastrophe bei Magdeburg nutzte letztlich aber dem schwedischen König, indem der Schock über die brutale Eroberung Magdeburgs die anfangs zögerlichen deutschen protestantischen Fürsten auf seine Seite trieb und er sich in einer Allianz mit dem Kurfürstentum Brandenburg, dem Kurfürstentum Sachsen und der Landgrafschaft Hessen-Kassel verbünden konnte.

### Schlacht von Breitenfeld als Wendepunkt des Krieges
Auf dem Regensburger Kurfürstentag im Sommer 1630 war Wallenstein als militärischer Oberbefehlshaber der kaiserlich-katholischen Armee abgesetzt worden.
Daraufhin vereinigte Gustav Adolf sein schwedisches Heer, nur wenige Tage nach dem Abschluss eines Bündnisvertrages zwischen Schweden und dem Kurfürstentum Sachsen, mit dem sächsischen Heer und schlug am 7. Septemberjul. / 17. September 1631greg. das Heer der Katholischen Liga, den Zusammenschluss der katholischen Fürstentümer, unter ihrem Feldherrn Johann T’Serclaes von Tilly in der ersten Schlacht bei Breitenfeld vernichtend. Der Sieg war eine Bestätigung der schwedischen Modernisierung des Militärwesens unter Gustav Adolf, denn die schwedische Armee konnte größere Feuerkraft mit größerer Beweglichkeit und besserer Koordination von Kavallerie, Infanterie und Artillerie verbinden und damit einen anfangs ungünstigen Schlachtverlauf – der von den Sachsen gehaltene Flügel löste sich auf und die sächsische Armee floh vom Schlachtfeld – durch eine schnelle Schwenkung in einen Vorteil verwandeln.
Das Eingreifen des schwedischen Königs in den Krieg zerschlug die kaiserliche Stellung im Norden Deutschlands und kehrte die bis dahin erreichten Erfolge der katholischen Habsburger nachgerade um.
Vom 15. bis 17. Oktober 1631 eroberte Gustav Adolf, nachdem er am 13. Oktober im Schloss zu Unterpleichfeld übernachtet hatte und seine Soldaten an diesem Tag bereits umliegende Dörfer geplündert hatten, die Stadt Würzburg, wo er am 15. Oktober im Hof des Juliusspitals, wo üblicherweise die Erbhuldigungen der Fürstbischöfe durch den Magistrat stattfanden, die Huldigung der Stadt entgegennahm. Im selben Monat besetzte er die Region Franken bis zur Frankenhöhe (die Herrschaft der Schweden brach nach ihrer Niederlage im Juni 1634 zusammen). So standen die Schweden am 7. Oktober 1631 vor der Festung Königshofen im Grabfeld, die am 10. Oktober übergeben wurde. Das protestantische Schweinfurt öffnete seine Tore bereitwillig.
Im Zuge ihres weiteren Vormarsches setzten die Schweden am 21. Dezember 1631 bei Erfelden über den Rhein und eroberten das von Spaniern besetzte Oppenheim. An diese Aktion erinnert noch heute eine Schwedensäule. Die katholische Residenzstadt Mainz wurde dann am 23. Dezember 1631 kampflos besetzt, und Gustav Adolf überwinterte dort. Während dieser Zeit erkannte er die strategische Bedeutung der Mainz gegenüberliegenden Mainspitze und gab den Befehl zum Bau einer Festung und einer Stadt, die nach dem schwedischen König „Gustavsburg“ genannt wurde, er selbst erlebte die Fertigstellung Ende 1632 jedoch nicht mehr.

### Zug nach Bayern, Lager bei Nürnberg
Gustav Adolf wandte sich nach der Winterpause wieder nach Süden, um das mit den Habsburgern verbündete Kurfürstentum Bayern zu erobern. In der Schlacht bei Rain am Lech besiegte er am 14./15. April 1632 noch einmal das Ligaheer unter Tilly, der tödlich verwundet wurde und in der benachbarten Landesfestung Ingolstadt starb. Die mit den flüchtenden Liga-Truppen verstärkte Festung Ingolstadt war so stark befestigt und mit so starken Garnisonen versehen, dass sie für Gustav Adolfs schwedisches Heer kein geeignetes Angriffsziel war. Das galt auch für die weiter östlich benachbarte protestantische Reichsstadt Regensburg, die ebenfalls überraschend durch flüchtende bayerische Truppen besetzt worden war und außerdem ein potentieller Verbündeter war. München und Landshut als bayerische Residenzstädte ergaben sich im Juni 1632 kampflos und wurden gegen Zahlungen von Kontributionen weitgehend von Plünderungen verschont. Das umliegende Land jedoch wurde mit Billigung des schwedischen Königs geplündert und verheert.
In dieser strategischen Notlage wurde mit Zustimmung des bayerischen Kurfürsten Maximilian der zuvor entlassene Oberbefehlshaber Wallenstein mit neuen Vollmachten ins Amt zurückberufen. Ihm gelang es, durch umfangreiche Truppenaushebungen in Böhmen und durch eine strategisch begründete, massive Verlagerung von Truppen nach Franken in ein stark befestigtes und mit Lebensmitteln gut versorgtes Heerlager für 50.000 Landsknechte bei Nürnberg, die Schweden zum Rückzug aus Bayern zu zwingen. Durch das feindliche Heerlager bei Nürnberg sah Gustav Adolf seine Rückzugswege nach Norden gefährdet und außerdem zweifelte er an der Zuverlässigkeit seines untätigen sächsischen Verbündeten Johann Georg. Deshalb zog das schwedische Heer ebenfalls aus Bayern nach Nürnberg zurück. Dort gelang es dem kaiserlichen Heer unter Wallenstein, das schwedische Heer des bis dahin unbesiegten schwedischen Königs von Mitte Juli bis Anfang September 1632 zu binden, zu blockieren und durch Mangel an Lebensmitteln zu schwächen. Im schwedischen Heerlager herrschten bald Krankheiten und Hunger und viele Soldaten und tausende Pferde starben. Der Versuch von Gustav Adolf, aus der Blockade auszubrechen und mit der Schlacht an der Alten Veste am 24. Augustjul. / 3. September 1632greg. wieder in eine vorteilhaftere Lage zu kommen, misslang. Die Schweden mussten die Schlacht, in der es ihnen aufgrund des durch das Regenwetter aufgeweichten Bodens nicht gelang, die Schanzen Wallensteins zu überwinden, ergebnislos abbrechen.

### Tod bei Lützen

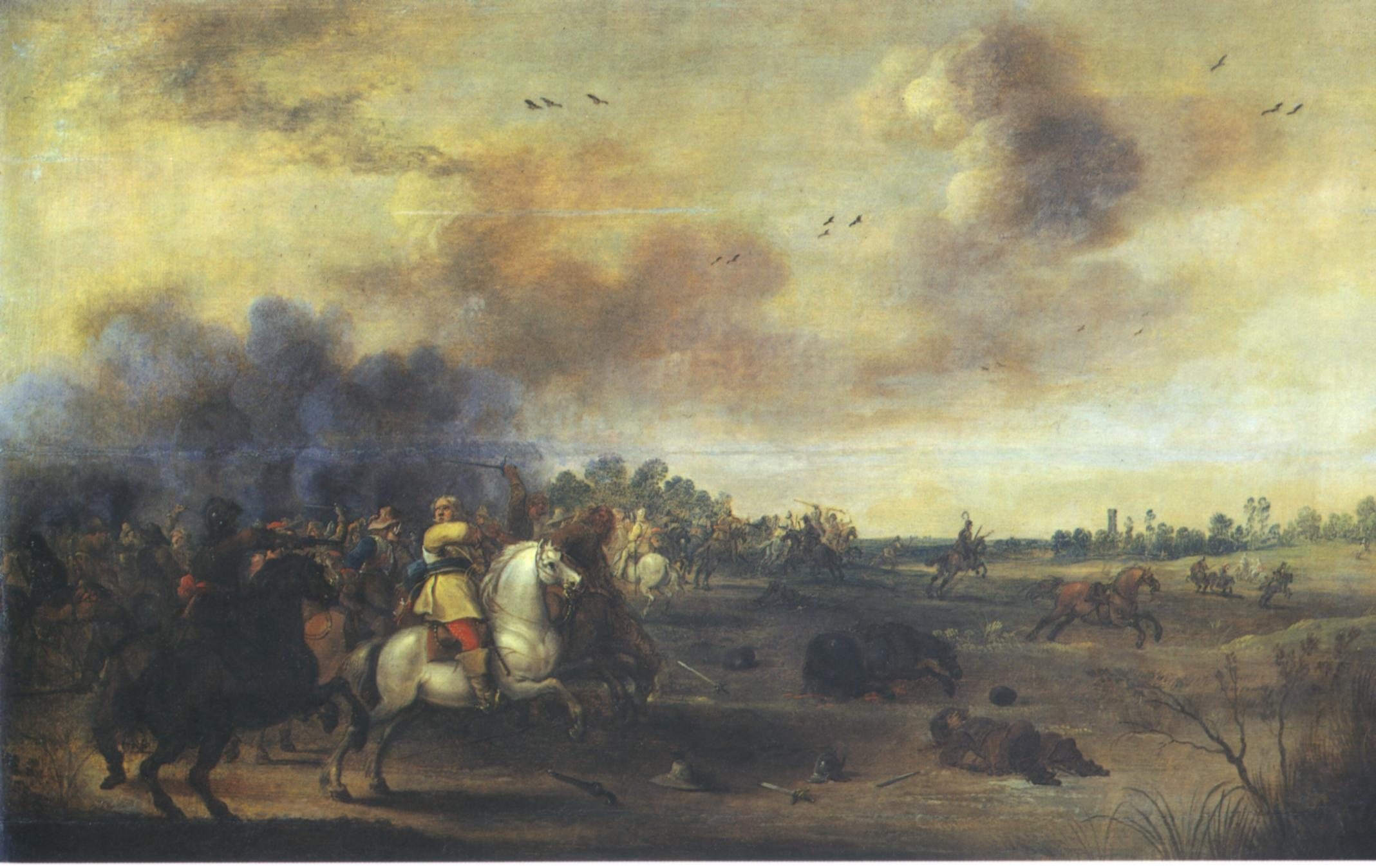
Der Tod Gustav Adolfs in der Schlacht bei Lützen. Gemälde von Pieter Meulener, HGM.

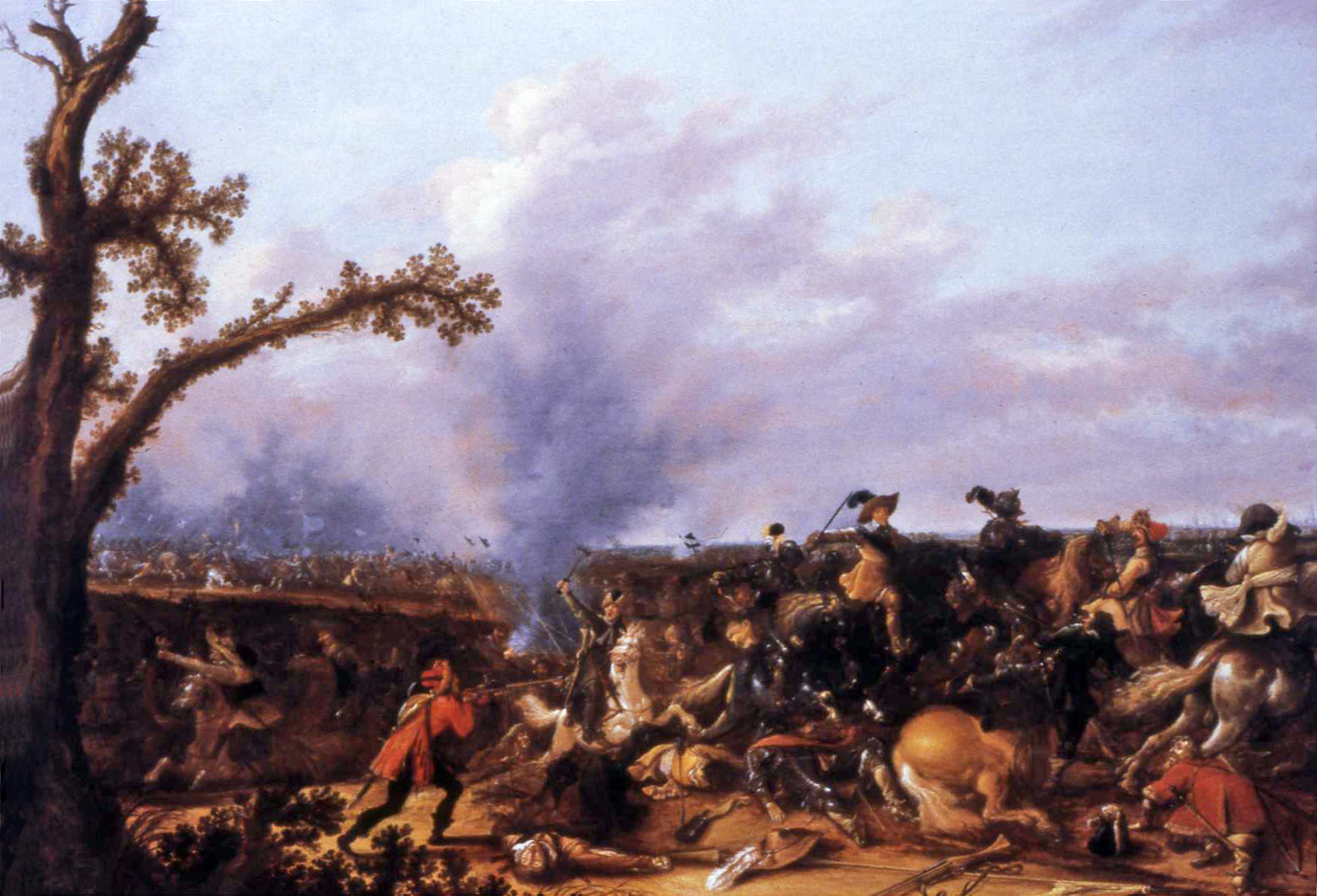
Gustavus Adolphus in der Schlacht von Lützen von Jan Asselijn

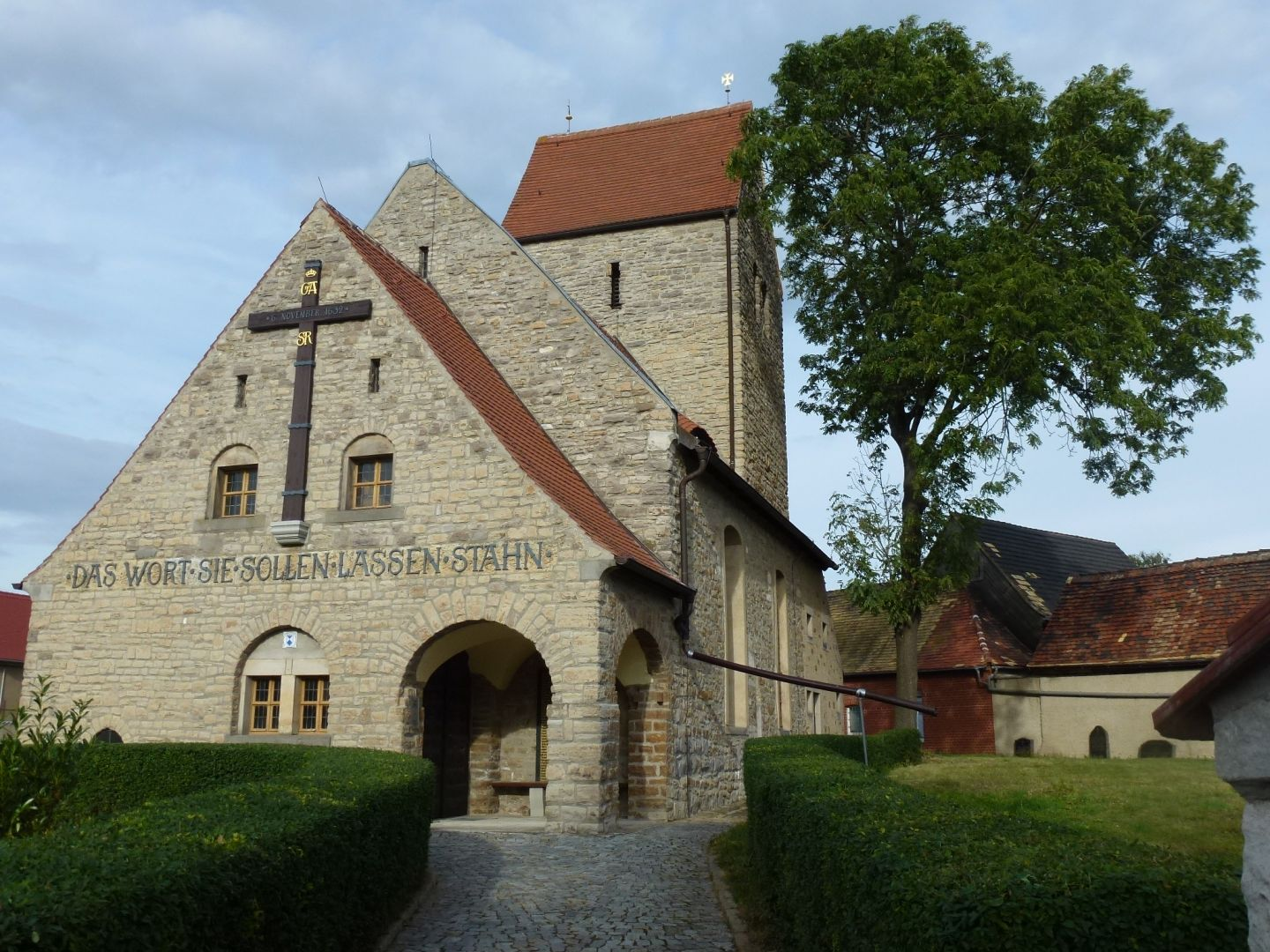
Gustav-Adolf-Gedenkkirche in Meuchen

Nach den misslungenen Versuchen, Wallenstein bei Nürnberg zu besiegen, zog das schwedische Heer wegen der schlechten Versorgungslage nach Westen ab. Das Heer Wallensteins wich in den Norden aus, in der Absicht, Winterquartiere bei Leipzig in Sachsen zu suchen, und bedrohte damit schwedische Ausgangsbasen und das mit den Schweden verbündete Kurfürstentum Sachsen.
Gustav Adolf führte sein Heer in einem Gewaltmarsch ebenfalls nach Norden und bezog am 10. November bei Naumburg ein befestigtes Lager. Wallenstein wurde von der schwedischen Geschwindigkeit überrascht, hielt seine Armee an und bezog ein Lager in Weißenfels, das er aufgrund seiner Entscheidung, im sich verschlechternden Wetter mit sinkenden Temperaturen bessere Unterkünfte bei Leipzig zu beziehen aber wieder verließ. Er rief Truppenteile, die er zuvor vorausgeschickt hatte, zurück. Ein starkes Kontingent unter Matthias Gallas traf jedoch erst am 20. November und damit viel zu spät ein. Wallenstein rechnete damit, dass Gustaf Adolf ihm folgen würde, nicht aber mit einer Schlacht, da er davon ausging, die schwedischen Truppen seien zu ausgelaugt, um sie zu wagen. Tatsächlich zögerte der Schwedenkönig, nachdem seine engeren Offiziere Bedenken vorgebracht hatten, die doppelt so starken Kaiserlichen anzugreifen und beschloss, erst einmal sächsische Verstärkung abzuwarten. Wallenstein sandte Pappenheim und die ihm unterstellten Truppen ins nahe Halle, um die Stadt, ihr Umland und ihre für die kaiserliche Versorgung im Winter wichtigen Verkehrswege zu sichern. Am 15. November jedoch verließ die schwedische Armee ihr Lager und bewegte sich in Schlachtordnung in Richtung der kaiserlichen Armee. Gustav Adolf hatte von der Schwächung der wallensteinischen Truppen durch Dislozierung erfahren und sich entschlossen, Wallenstein ohne sächsische Verstärkung zu stellen. Am Flüsschen Rippach stieß er, sieben Kilometer vor Lützen, auf Rudolfo Colloredo, dem es gelang, mit seinen etwa 1.200 Mann in einem Nachhutgefecht die Schweden, die seine geringe Stärke nicht erkannten und sicherheitshalber langsam und mit großer Truppenzahl angriffen, bis in den späten Nachmittag aufzuhalten, was den Kaiserlichen wertvolle Zeit einbrachte und die Schlacht auf den Folgetag verschob. Das Anrücken der Schweden war dem überraschten Wallenstein mittlerweile gemeldet worden. Wallenstein beorderte die abgezogenen Truppen schleunigst zurück und befahl den vor Ort verbliebenen Truppen, sich noch bei Dunkelheit in Gefechtsordnung aufzustellen und zu verschanzen. Erst am 6. Novemberjul. / 16. November 1632greg. kam es 20 Kilometer südwestlich von Leipzig zur Schlacht bei Lützen. In dieser Schlacht, die nicht weit vom alten Schlachtfeld von Breitenfeld stattfand, gelang es den schwedischen Truppen anfangs, gegen den zähen Widerstand der Kaiserlichen langsam an Boden zu gewinnen.
Gustav II. Adolf, der als Heerführer oftmals persönliche Gefahren in Kauf nahm, wurde bei einem Reiterangriff getötet, als er bei Nebel und Pulverdampf den Kontakt zu seinen småländischen Reitern verlor, und mit einem Trupp kaiserlicher Soldaten konfrontiert wurde. Gustav Adolf wurde von einer Musketenkugel oberhalb des linken Ellenbogens in den Arm getroffen. Die daraus resultierende Verletzung dürfte stark gewesen sein, da der zersplitterte Armknochen durch die Kleidung zu sehen war und Blut herabströmte. Seine Begleiter versuchten, ihn aus dem Kampfgebiet herauszubringen, verloren aber in Nebel und Qualm den Kontakt zu den eigenen Truppen und gerieten in den Angriff eines feindlichen Trupps von Kürassieren. Einem dieser Kürassiere, Moritz von Falkenberg, war Gustav Adolf persönlich bekannt, denn er war vom König kurz zuvor aus der Kriegsgefangenschaft freigelassen worden. Er schoss Gustav Adolf aus kurzer Distanz mit einer Pistole in den Rücken unter dem rechten Schulterblatt. Die Kugel drang in die Lunge ein, der König stürzte aus dem Sattel und wurde daraufhin – mit einem Fuß im Steigbügel hängend – von seinem Pferd mitgeschleift. Dem schließlich am Boden liegen gebliebenen Gustav Adolf wurden von den kaiserlichen Kürassieren noch viele weitere Stichverletzungen – auch mit Panzerstechern – beigebracht. Zuletzt schoss man ihm in den Kopf, zog ihm den Waffenrock aus und entwendete ihm Siegelring, Goldkette sowie seine Uhr. Die daran beteiligten kaiserlichen Soldaten wussten nicht, dass sie den Leichnam eines Königs zurückgelassen hatten.
Der (erste) Todesschütze Falkenberg wurde im weiteren Kampf ebenfalls erschossen, durch Wolf Sigmund von Lüchau, Stallmeister des Franz Albrecht von Sachsen-Lauenburg, einem Mitglied der Leibgarde von Gustav Adolf. Franz Albrecht selbst, der den König begleitet hatte, konnte fliehen.
Unter der Führung von Bernhard von Weimar gelang es, die durch die sich langsam ausbreitende Nachricht vom Tode des Königs erst verunsicherten, dann erbitterten schwedischen Soldaten erneut zum Angriff zu führen und die Schlacht knapp zu gewinnen. Den Krieg, wie die Gesamtpolitik Schwedens, führte politisch der schwedische Kanzler Axel Oxenstierna weiter, da Gustav Adolfs Tochter und Thronfolgerin Christina noch ein Kind war.

### Überführung des Leichnams nach Schweden

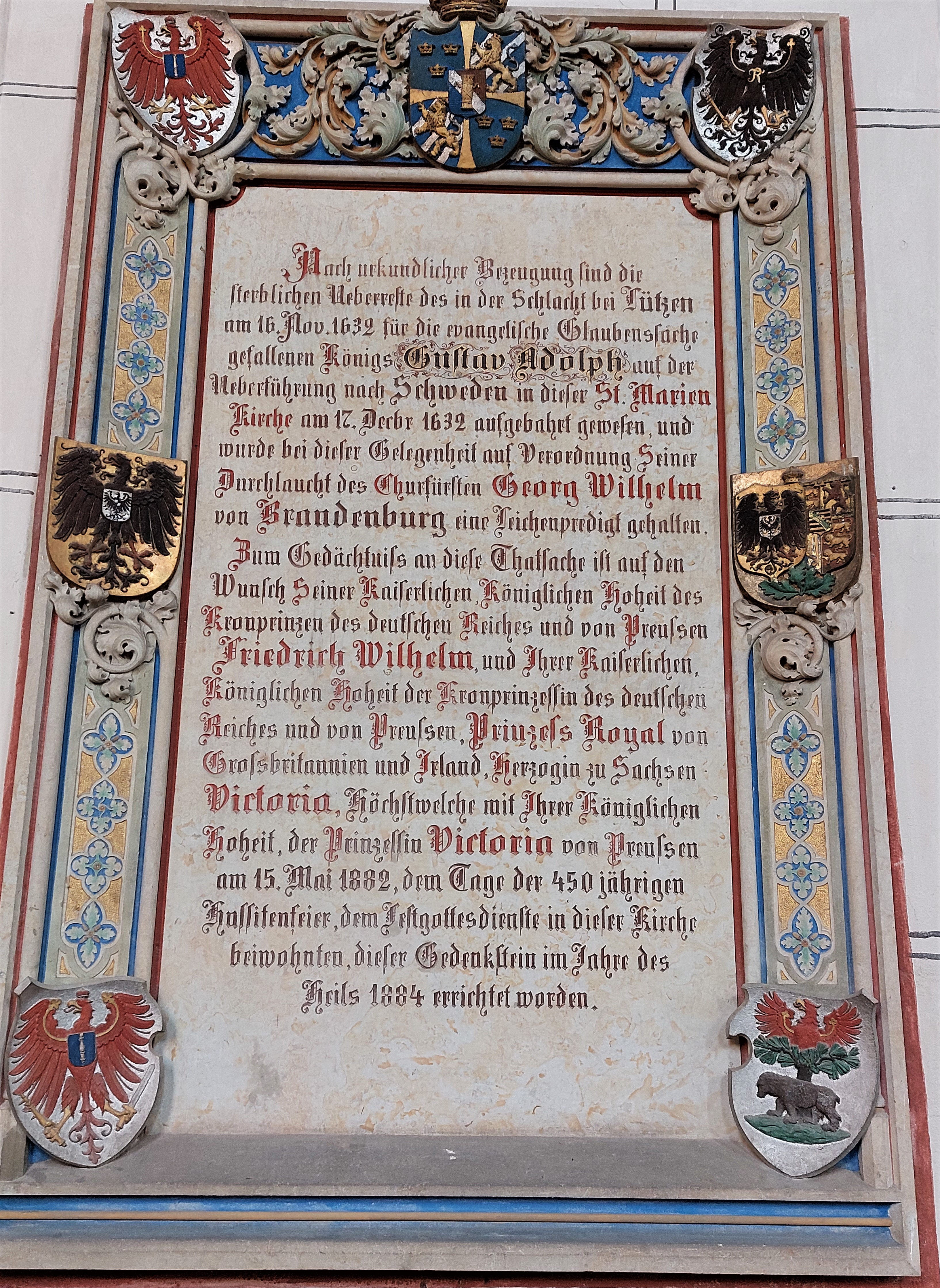
Gedenktafel in der Bernauer Marienkirche

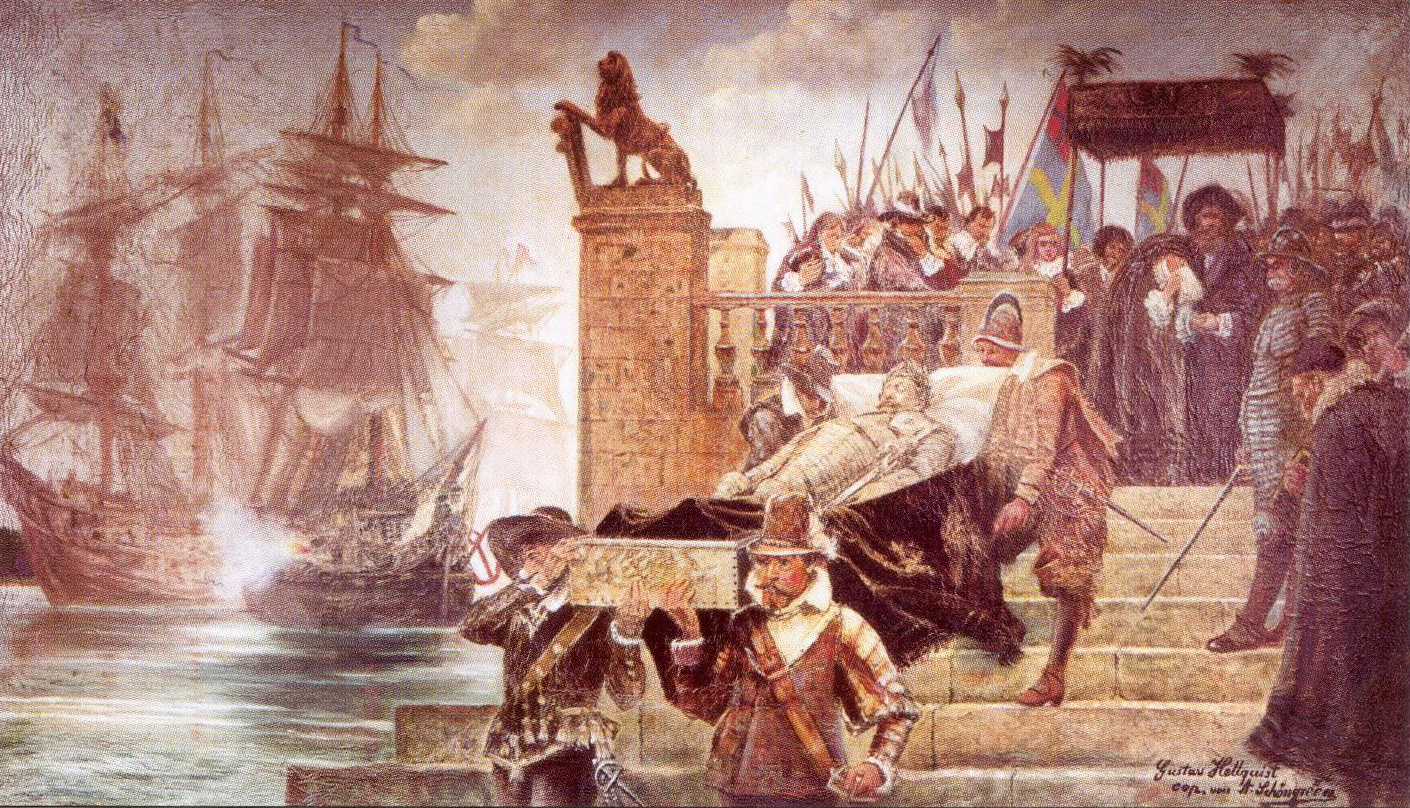
Die Einschiffung der Leiche Gustav II. Adolfs bei Wolgast 1633

Der königliche Leichnam wurde erst spätabends von schwedischen Soldaten auf dem Schlachtfeld geborgen, in die Kirche von Meuchen und dann nach Weißenfels ins heutige Geleitshaus gebracht. Dort wurde der Leichnam am 17. November 1632 aufgebahrt und vom Apotheker Casparus König seziert und einbalsamiert.

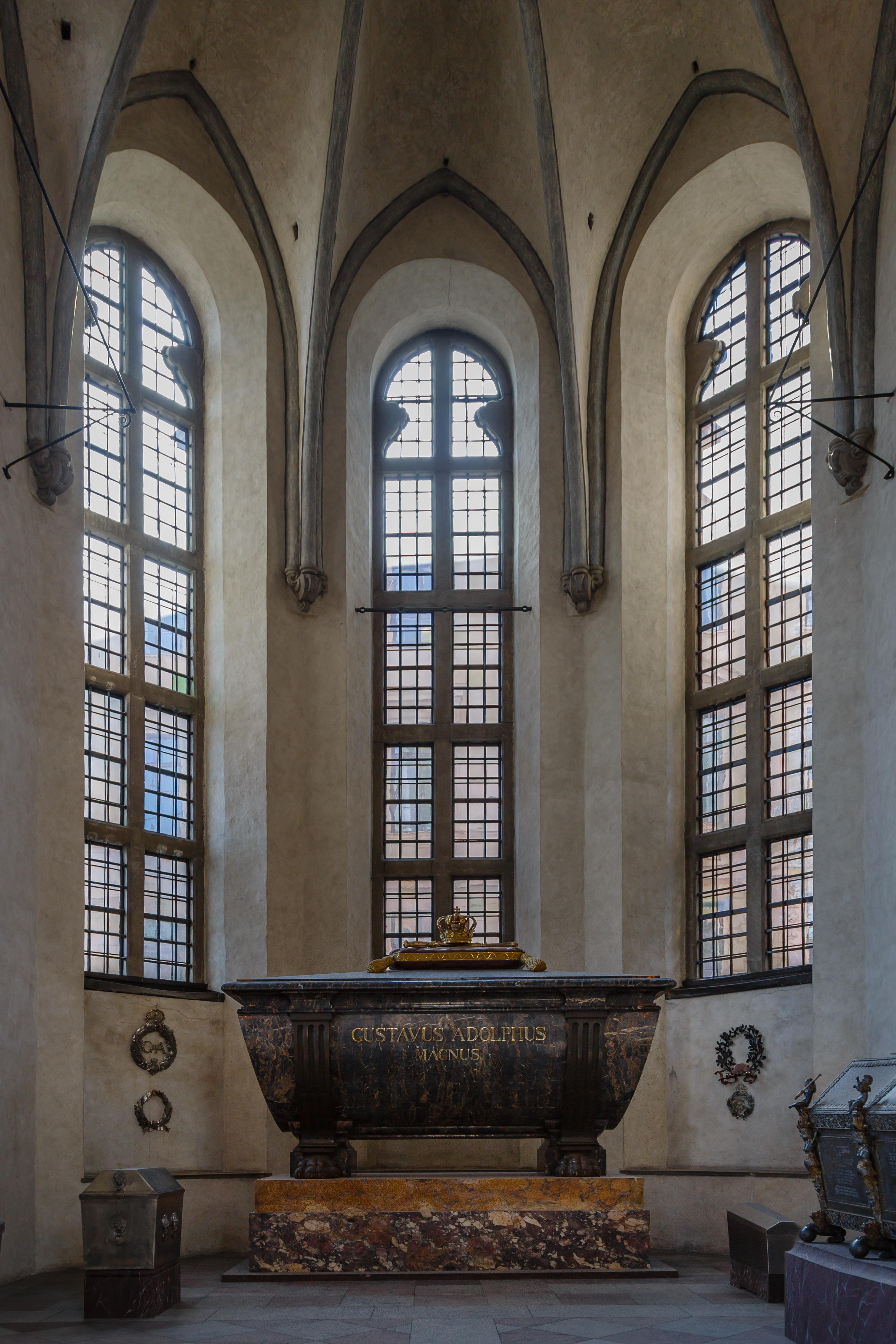
Der Sarkophag Gustav II. Adolfs in der Riddarholmskyrkan

Von Weißenfels aus wurde Gustav Adolfs Leichnam in einem großen Zug – Stationen waren u. a. die Poststation „Zum Roten Hirsch“ in Eilenburg, die Klosterkirche Grimma, die Brandenburger St.-Katharinen-Kirche, die St.-Josef-Kirche in Werneuchen, die Bernauer St.-Marien-Kirche und die Marienkirche in Prenzlau – nach Wolgast in das dortige Schloss überführt und am 16. Juli 1633 am Dreilindengrund, nahe der später benannten Gustav-Adolf-Schlucht in Wolgast, eingeschifft und nach Schweden gebracht.

### Nähere Untersuchungen zur Todesursache
Untersuchungen an der in der Rüstungskammer des Königlichen Palastes in Stockholm befindlichen Kriegskleidung des gefallenen Königs ergaben, dass der gezielte Schuss des kaiserlichen Reiters in den Rücken des Königs aus nächster Nähe (nicht mehr als 6 m) ausgeführt worden war. Die Schüsse in den Rücken, in den linken Arm und der Stich mit dem Panzerstecher konnten anhand der Male im Koller nachgewiesen werden.

### Grab in Schweden
Die Beisetzung von Gustav Adolf erfolgte in der Stockholmer Riddarholmskyrkan. Seine Ehefrau Maria Eleonora von Brandenburg soll den Toten derart exzessiv betrauert haben, dass es schwierig war, seine Leiche, die seit einem halben Jahr in der Wolgaster Kirche aufgebahrt war, zur Beerdigung freizubekommen.

## Zeitgenössische Wirkung und Motive des Königs
Von den deutschen Protestanten wurde Gustav II. Adolf als Vorkämpfer, Held und Retter des deutschen Protestantismus und „Leu aus Mitternacht“ (Löwe aus dem Norden) bzw. ex septentrione lux idealisiert. Sein Eingreifen in den Krieg verhinderte einen katholischen Sieg, sein Schlachtentod machte ihn in der öffentlichen Wahrnehmung zum Märtyrer des Glaubens. Dieses Bild hielt an, bis zunehmende Gräueltaten schwedischer Soldaten es verdüsterten. Zwar war der König ohne Zweifel religiös und von persönlichem Mut gekennzeichnet, gleichzeitig jedoch auch ein machtorientierter Realpolitiker, dessen Hauptziel das Dominium Maris Baltici (die Herrschaft Schwedens über den Ostseeraum) und die Absicherung Schwedens als Großmacht im nordeuropäischen Raum war. Evangelische Überzeugungen und nationaler Ehrgeiz gingen in ihm eine untrennbare Verbindung ein. Dabei hatte er auch keine Hemmungen, im 1631 geschlossenen Vertrag von Bärwalde die Unterstützung des katholischen Frankreich anzunehmen, das seine protestantischen Bürger selbst unterdrückte, aber eben mit den gegnerischen Habsburgern verfeindet war.
Seine politischen Vorstellungen für Deutschland sind undeutlich geblieben. Bei seinem Tod in Lützen war er mit seinen Planungen nicht fertig. Möglich ist, dass er ein dem Kaiser entgegengesetztes Bündnis der Protestanten unter einem militarisierten und von Schweden dominierten Staatenbund anstrebte. Ebenso möglich ist, dass er sich ein Bündnis protestantischer Staaten und Reichsstädte unter seiner Führung als Reichsfürst (etwa des Herzogtums Pommern) innerhalb des Heiligen Römischen Reiches unter offizieller Oberhoheit des Kaisers vorstellen konnte. Entsprechende Vorstellungen nannte er gegenüber dem Rat der befreundeten Reichsstadt Nürnberg. Die Vorstellungen seines Kanzlers Axel Oxenstierna waren im Gegensatz dazu stärker auf die Vorfeldsicherung Schwedens bezogen.

## Gustav II. Adolf als Militärreformer

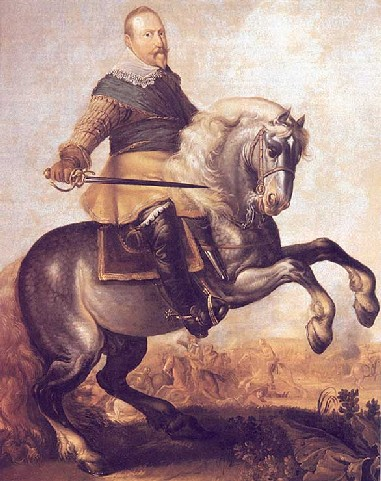
Gustav II. Adolf während der Schlacht bei Breitenfeld

Militärisch hatte Gustav II. Adolf als Reformer für die europäische Militärgeschichte eine herausragende Bedeutung. In Anlehnung an die Oranische Heeresreform – deren Vertreter Johann VII. von Nassau-Siegen zeitweilig für seinen Vater Karl IX. gearbeitet hatte – modernisierte Gustav Adolf das schwedische Militärwesen.
Durch eine Verzahnung innenpolitischer (Aushebung von Soldaten, geregelte Steuererhebung, Ressourcenmobilisierung, vgl. Einteilungswerk) mit militärischen Reformen gelang es ihm, ein hochmodernes Heer und eine starke Kriegsflotte aufzustellen, die Schwedens Großmachtstatus begründeten.
Er führte eine Form der Aushebung ein, die der Wehrpflicht nahekam (allerdings sehr lange Dienstzeiten hatte), und schuf die erste vom Staat aufgestellte, bezahlte, ernährte und ausgerüstete Nationalarmee der Neuzeit. So rekrutierte er mehr als 40 000 Schweden, die „starkgliedrig und, soweit festgestellt werden kann, tapfer waren, im Alter von 15 bis 30 Jahren“. Zeitweise standen mehr als 3 % der schwedischen Bevölkerung unter Waffen. Angehörige von Sonderberufen, wie etwa die in der Munitionsherstellung und im Transportwesen Arbeitenden, wurden freigestellt. Die Armee war wirtschaftlicher und lange mit einer besseren Kampfmoral ausgestattet als die zumeist aus Söldnern bestehenden Armeen des Gegners, mit denen er später in Deutschland allerdings seine Truppen ergänzte, bis sie das Gros seiner Armee stellten.
Taktische Zusammensetzung und Ausrüstung der schwedischen Armee unterschieden sich deutlich von denen anderer europäischer Heere der Zeit, denn sie entsprachen den taktischen Neuerungen des Königs, der größten Wert auf Feuerkraft und Beweglichkeit legte. Die wichtigste Waffe wurde die Muskete und wie sein Vorbild Moritz von Oranien teilte er seine Verbände in kleinere Einheiten und Untereinheiten auf. Eine Kompanie bestand aus 72 Musketieren und 54 Pikenträgern. Vier Kompanien bildeten ein Bataillon, zwei Bataillone ein Regiment und zwei Regimenter eine Brigade, die nun die wichtigste taktische Einheit auf dem Schlachtfeld wurde. Das Laden der Musketen wurde vereinfacht und durch Drill standardisiert, Radschloss und die Papierpatrone gehörten zur Standardausrüstung. Die Pike diente nicht mehr allein der Abwehr der Reiter, sondern auch als infanteristische Angriffswaffe und die Rüstungen waren leichter geworden (siehe auch: Geschichte der militärischen Taktiken). In seiner Armee, die aus zahlreichen kleineren Einheiten bestand, gab es mehr Offiziere als früher, und es entstand eine militärische Rangordnung, die jedem einen festgefügten Aufgabenbereich zuordnete. Seine Offiziere rekrutierte er aus dem schwedisch-finnischen (und deutschen) Adel, befördert wurden sie jedoch nach Verdienst und Leistung. Der Verantwortungsbereich der Unteroffiziere wurde erweitert. Die Einführung von (groben) Uniformen durch Zuteilung von Tuch und Rangabzeichen trug zur Vereinheitlichung bei und förderte Kampfmoral und Korpsgeist. Der Einsatz von Feldpredigern und eine rigide Disziplinarordnung sicherten in der Anfangszeit des Krieges oft die Disziplin in der Schlacht und auch gegenüber der Zivilbevölkerung, im Verlauf des Krieges zeichneten sich die schwedischen Truppen aber zunehmend nicht durch Schonung von Zivilisten aus.
Auch nichtschwedische Soldaten (die im Verlauf des deutschen Krieges das Gros der Truppen ausmachten) wurden von schwedischen Ausbildern geschult und nach schwedischen Vorstellungen geformt.
Seine Kavallerie (wie etwa seine finnischen Hakkapeliitta) schulte er im Gegensatz zur damals üblichen Caracolla im direkten Angriff auf feindliche Reiter und Infanterie, wodurch ihnen eine schlachtenentscheidende Rolle zukam.
Grundlegend waren seine Innovationen im Bereich der Artillerie, die er als eigene Waffengattung begründete: Er modernisierte sie durch die Einführung neuer und leichter Geschütztypen, wie die bereits bald durch das Regimentsstück als Nachfolgemodell ersetzte Lederkanone, die sich durch Anzahl und Beweglichkeit und Verwendung der Kartusche flexibel in der Schlacht einsetzen ließen und fasste sie dann kompanieweise zusammen. Er gründete das erste Artillerieregiment der Geschichte, geführt von Lennart Torstensson.
Sowohl Infanterie wie Artillerie und Kavallerie kämpften in der Schlacht in enger Abstimmung, was seinem Heer ermöglichte, auch prekäre Situationen wie in der Schlacht bei Breitenfeld zu bewältigen, als die sächsische Armee vom Schlachtfeld floh und die Schweden den von den Sachsen zuvor gehaltenen Flügel durch eine schnelle und für sie selber unerwartete Schwenkung absichern mussten.

## Familie
Gustav II. Adolf vermählte sich am 25. November 1620 mit Maria Eleonora von Brandenburg, mit der er zwei Töchter hatte:
- Christina Augusta (* 16. Oktober 1623; † 21. September 1624), Prinzessin von Schweden
- Christina (* 17. Dezember 1626; † 19. April 1689), Königin von Schweden

Zudem war er Vater des vor seiner Heirat geborenen unehelichen Sohnes Gustav Gustavson (* 24. Mai 1616; † 25. Oktober 1653 im alten Wildeshauser Rathaussaal), Graf von Wasaborg, mit der Holländerin Margarethe Cabeliau.

## Rezeption

### Ehrungen

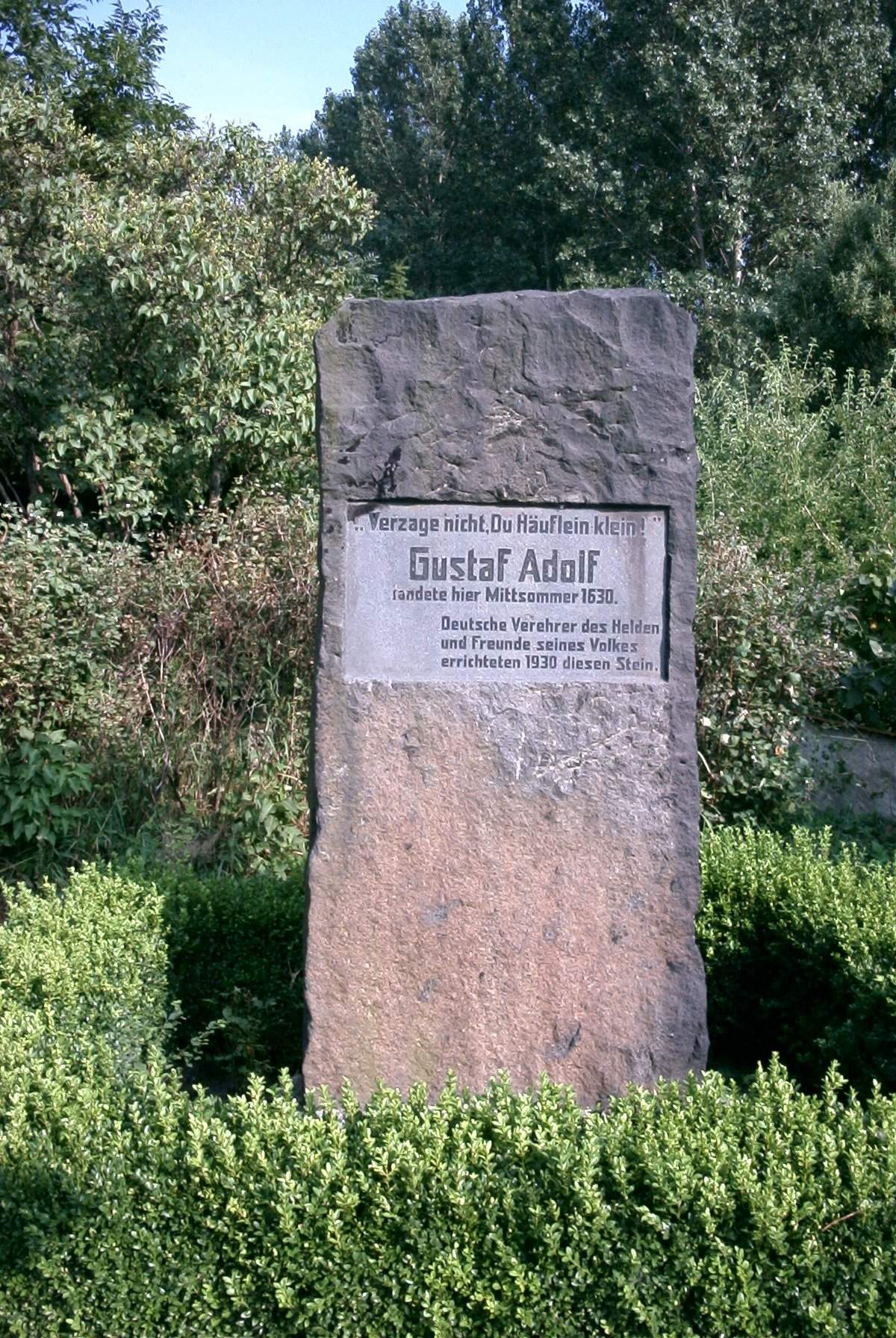
Gedenkstein für Gustav Adolf in Peenemünde (1930 eingeweiht)

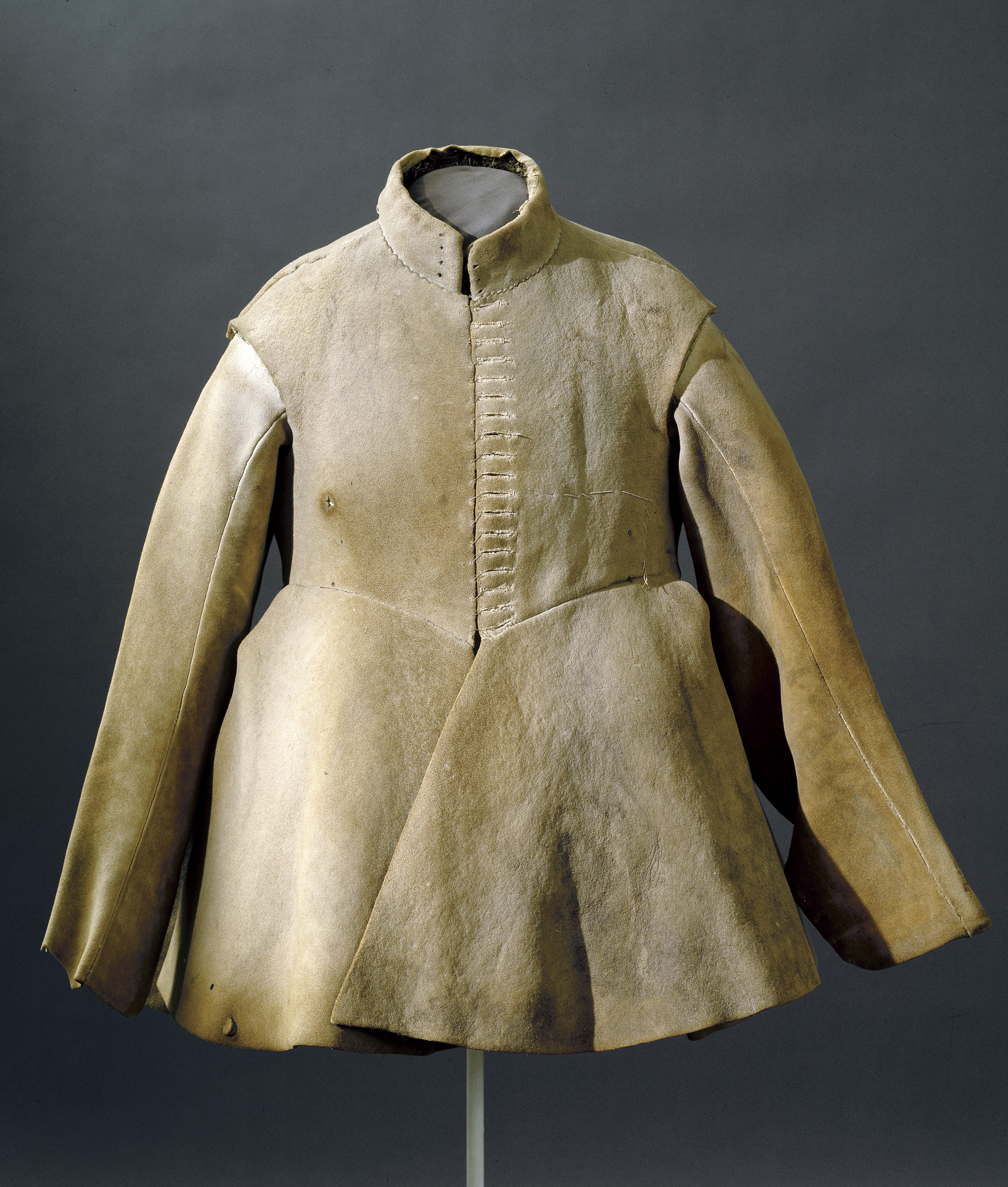
Bekragter Koller (Kyller) Gustavs II. Adolf, in dem er in der Schlacht bei Lützen fiel. Beachte den Durchstoß eines Panzerstechers im rechten Brustbereich (vom Betrachter aus gesehen links), 1632

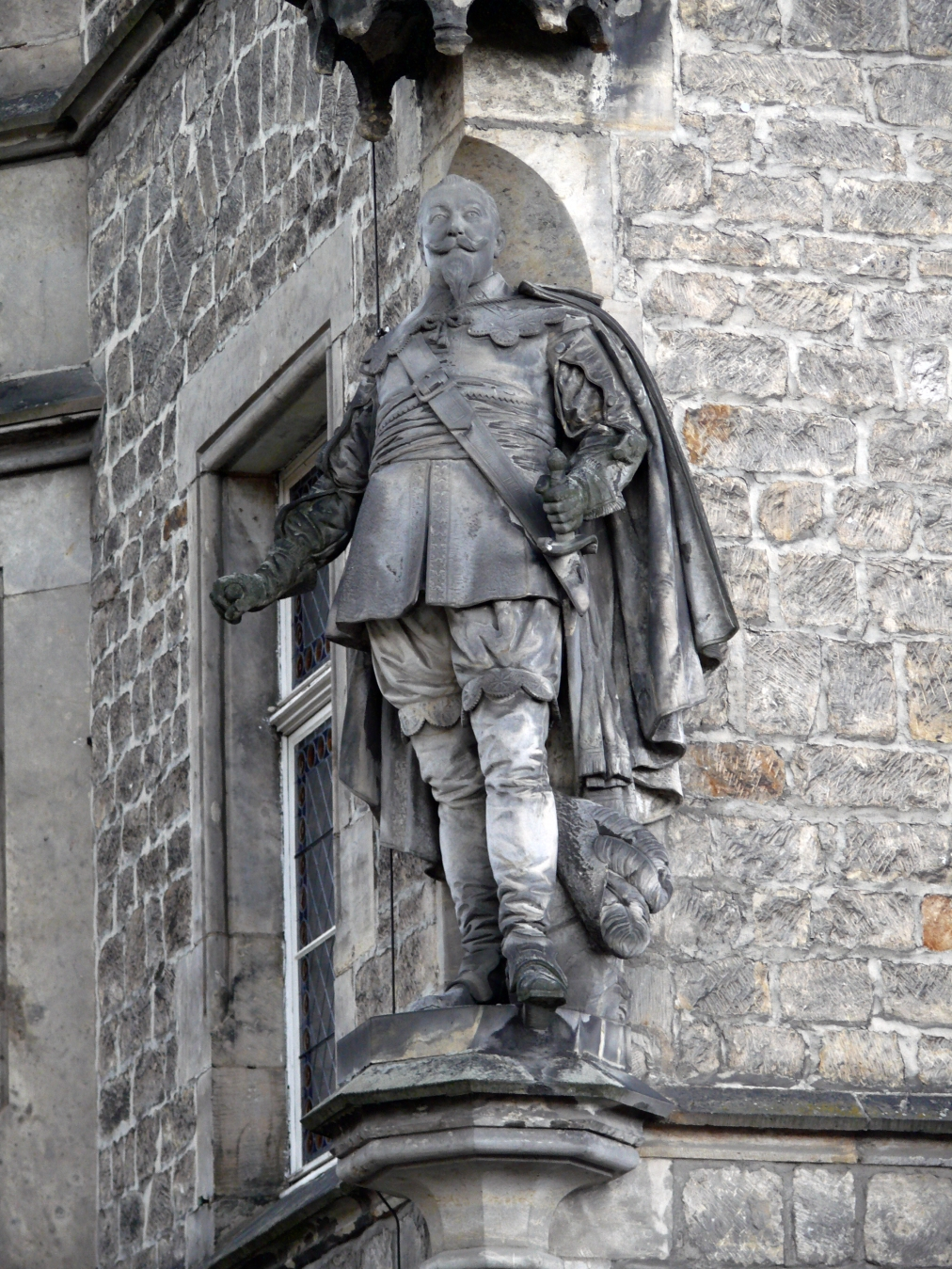
Standbild am Rathaus Lützen

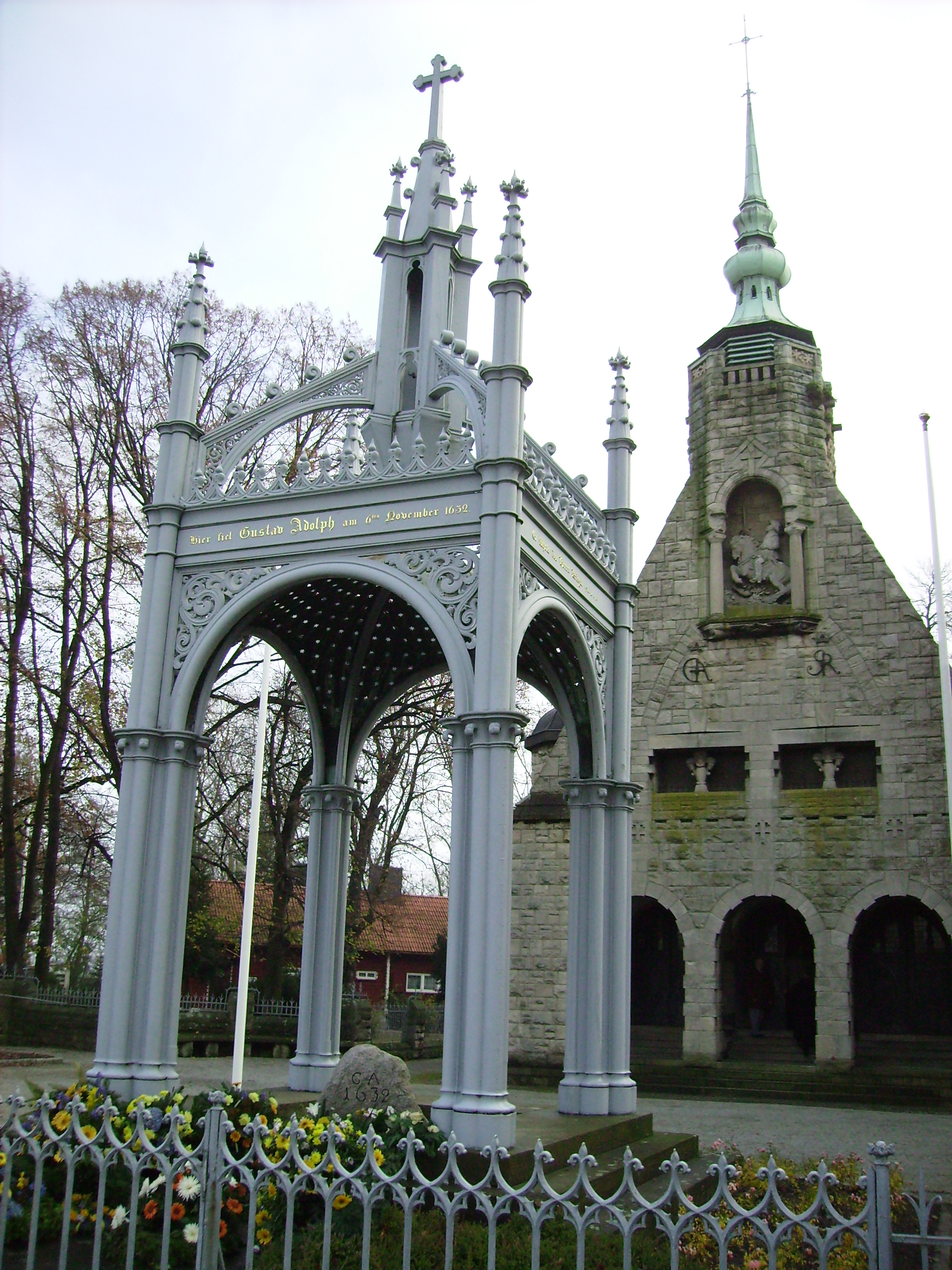
Gustav-Adolf-Gedenkstätte bei Lützen

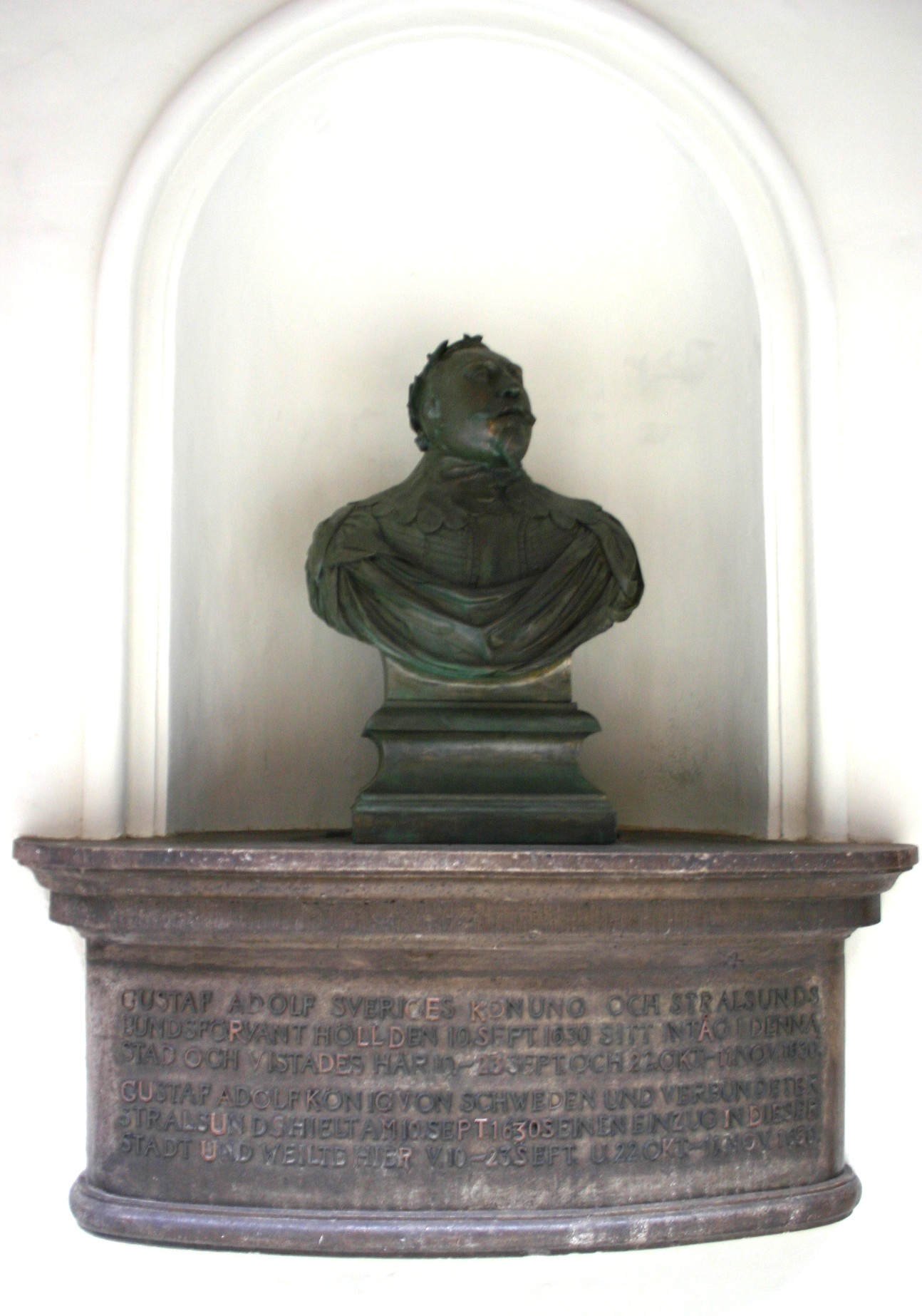
Büste Gustav Adolfs in Stralsund

- Gustav II. Adolf wurde aufgrund seines Eingreifens in den Dreißigjährigen Krieg als Bollwerk des Protestantismus gesehen, an ihn wird in der Kirche entsprechend erinnert – so finden sich in der Stralsunder Heilgeistkirche und der Speyrer Gedächtniskirche der Protestation Glasmalereien mit Gustav Adolf. Auch am Greifswalder Dom befindet sich eine Plakette. Zudem werden mehrere evangelische Kirchengebäude als Gustav-Adolf-Kirche bezeichnet.
- Seit 1832 trägt das evangelische Gustav-Adolf-Werk seinen Namen.
- Gemälde „Auffindung der Leiche Gustav Adolfs nach der Schlacht bei Lützen 1632“ (1838) von Alfred Rethel
- In Nürnberg trägt seit 2008 ein U-Bahnhof den Namen „Gustav-Adolf-Straße“. Der Bahnhof ist mit einer metallenen Replik der Unterschrift Gustav II. Adolfs sowie mit in Leuchtkästen ausgestellten Drucken zeitgenössischer Darstellungen der schwedischen Armee in der Nähe Nürnbergs geschmückt und befindet sich in einem Stadtviertel, in dessen Lage sich im Dreißigjährigen Krieg ein Feldlager der Schweden befunden haben soll.
- Sein Todestag wird in Schweden am 6. November gefeiert, da Schweden zu seiner Lebenszeit den Julianischen Kalender benutzte. Vor allem in Göteborg, der von ihm gegründeten Stadt, ist der Tag immer noch wichtig, an dem mit einem speziellen Gebäck, dem Gustav-Adolfs-Gebäck, seiner gedacht wird.
- Seit 1832 findet in der Stadt Lützen alljährlich am 6. November eine Erinnerungsfeier statt, die heute die Bezeichnung „Tag der Begegnung“ trägt. Seit 1873 gibt es dort eine Gustav-Adolf-Gedenkstätte, die im Laufe des 20. Jahrhunderts durch eine Kapelle und zwei schwedische Holzhäuser ergänzt wurde.
- Der 6. November wird von manchen evangelischen Gemeinden als Gustav II. Adolfs Gedenktag begangen.[29]
- An die Landung der Schweden unter Gustav II. Adolf in Pommern (Insel Usedom) erinnert ein über zwei Meter hoher Gedenkstein am Eingang des Friedhofs in Peenemünde, der in deutscher und schwedischer Sprache folgendes beinhaltet: „Verzage nicht, Du Häuflein klein!“ Gustaf Adolf landete hier Mittsommer 1630. Deutsche Verehrer des Helden und Freunde seines Volkes errichteten 1930 diesen Stein (Vorderseite) – „Förfäras ej, du lilla hop!“ 1630 Gustaf Adolf 1930. Tyska beundrare av hjälten och vänner till hans Folk reste stenen (Rückseite).
- Auch das Gustavus Adolphus College in St. Peter, Minnesota, USA, trägt seinen Namen.

### Leibrüstkammer Stockholm
1628 wurde auf Befehl Gustav Adolfs nach seiner Rückkehr aus dem Feldzug gegen Polen die Leibrüstkammer („Livrustkammaren“) gegründet, um seine Kleider dort als ewiges Angedenken (till en evig åminelse) aufzubewahren.
Das Koller aus Elchleder, welches Gustav Adolf in der Schlacht bei Lützen getragen hatte, war 1632 zunächst als Beutestück der Kaiserlichen nach Wien verbracht und „ganz blutig“ an Kaiser Ferdinand II. übergeben worden. 1677 taucht das Kleidungsstück im Inventar der kaiserlichen Schatzkammer auf, in weiterer Folge gelangte es in die Bestände des Kaiserlichen Zeughauses. Ab 1888 befand sich das Koller im k.k. Heeresmuseum (heute Heeresgeschichtliches Museum Wien). Nach dem Ersten Weltkrieg herrschte in Österreich bittere Not durch Lebensmittelmangel und Unterernährung, doch war es v. a. das Schwedische Rote Kreuz, welches durch Kinderkriegshilfe und Lebensmittellieferungen half, die dringendsten Bedürfnisse der nachkriegsleidenden Bevölkerung zu befriedigen. Da die junge Republik Deutschösterreich keine finanziellen Mittel hatte, Schweden für diese Hilfe angemessen zu entschädigen, beschloss die Regierung am 23. April 1920, das Koller Gustav Adolfs an Schweden zu schenken. Am 4. Juni 1920 wurde das Koller in der Leibrüstkammer in Stockholm übergeben, wo es bis heute auf Gustav Adolfs ausgestopftem Pferd Streiff in der Ausstellung zu sehen ist. (Ein anderes Reitpferd des Königs, das bei der Belagerung Ingolstadts am 30. April 1632 unter dem König tödlich verletzt wurde, ist der heute im Stadtmuseum Ingolstadt zu sehende „Schwedenschimmel“).
Außerdem sind in der Leibrüstkammer auch Waffen, weitere Rüstungen und andere Erinnerungsstücke an Gustav Adolf zu sehen.

### Rezeption am Todesort
Am Todesort des schwedischen Königs bei Lützen entstand im Laufe des 19./20. Jahrhunderts die Gustav-Adolf-Gedenkstätte. Den Todesort markiert noch heute ein großer Stein, über dem sich ein gusseiserner Baldachin, entworfen von Karl Friedrich Schinkel (1837), befindet. 1906/07 wurde eine Kapelle errichtet, die Oskar Ekman aus Göteborg/Schweden stiftete. Der Architekt sowie die Künstler der Innenausstattung kamen aus Schweden. 1932 und 1982 wurden zwei schwedische Holzhäuser aus Dalarna (rote und weiße Farbe) neben die Kapelle gesetzt. Das Museum zählte zu DDR-Zeiten zu den meistbesuchten Privatmuseen, getragen von der Schwedischen Lützen-Stiftung Göteborg. Heute wird die Gedenkstätte zusammen mit dem Museum im Schloss durch die Stadt Lützen verwaltet. Im Museum im Schloss befindet sich seit 1932 ein Großdiorama der Schlacht mit etwa 3600 Zinnfiguren.

### Sagen
In der thüringischen Stadt Gotha ist bis heute die Erinnerung an Gustav Adolf in der Sage vom Königsaal lebendig. Demnach machte der König am 23. August 1632 in der von seinen Truppen besetzten Stadt Halt, wo er mangels besserer Unterkunft im Saal eines Gasthauses im Brühl einlogiert wurde. Als seine ausgelassen feiernden Söldner versehentlich einen Brand entfachten, der im Laufe der Nacht zum 24. August über die Hälfte der Stadt einäscherte (Chroniken berichten von 1.200 zerstörten Häusern), musste Gustav Adolf fluchtartig das Gasthaus und Gotha verlassen. Von einer Anhöhe östlich der Stadt blickte er auf die Feuersbrunst und deutete es als böses Omen für seine Zukunft, dass er erstmals kampflos einen Ort verlassen musste. Nur ein knappes Vierteljahr später fiel er auf dem Schlachtfeld bei Lützen. Das nach dem Aufenthalt Gustav Adolfs benannte Gothaer Gasthaus „Zum Königsaal“ existiert bis heute.

### Gustav II. Adolf-Denkmäler
- Stockholm
Standbild von Bildhauer Pierre Hubert L’Archevêque (1796)
- Bremen
Standbild von Bildhauer Benedict Fogelberg[34]
- Lützen
  - Baldachin über einem Gedenkstein von Karl Friedrich Schinkel (1837)
  - Standbild von Ludwig Brunow, an der Rathausfassade (1886)
- Meuchen
Standbild von Bildhauer Paul Jukoff-Skopau[35]
- Weißenfels
Standbild von Bildhauer Paul Jukoff-Skopau[35]
- Göteborg
Standbild von Bildhauer Benedict Fogelberg[34]
- Sundsvall
Standbild von Bildhauer Harald Sörensen-Ringi[36]
- Tartu
Standbild von Bildhauerin Elisabeth Tebelius-Myren[37]
- Berlin
Standbild vom Bildhauer Martin Götze
- Dessau-Roßlau
Vergoldetes Sandsteinrelief an der Gustavusburg

### Musik
Der schwedische Komponist Franz Berwald komponierte 1845 das Chorwerk Gustaf Adolph den stores seger och död vid Lützen (deutsch: Gustav Adolfs des Großen Sieg und Tod bei Lützen).